# Erlöserkirche (Mannheim-Gartenstadt)

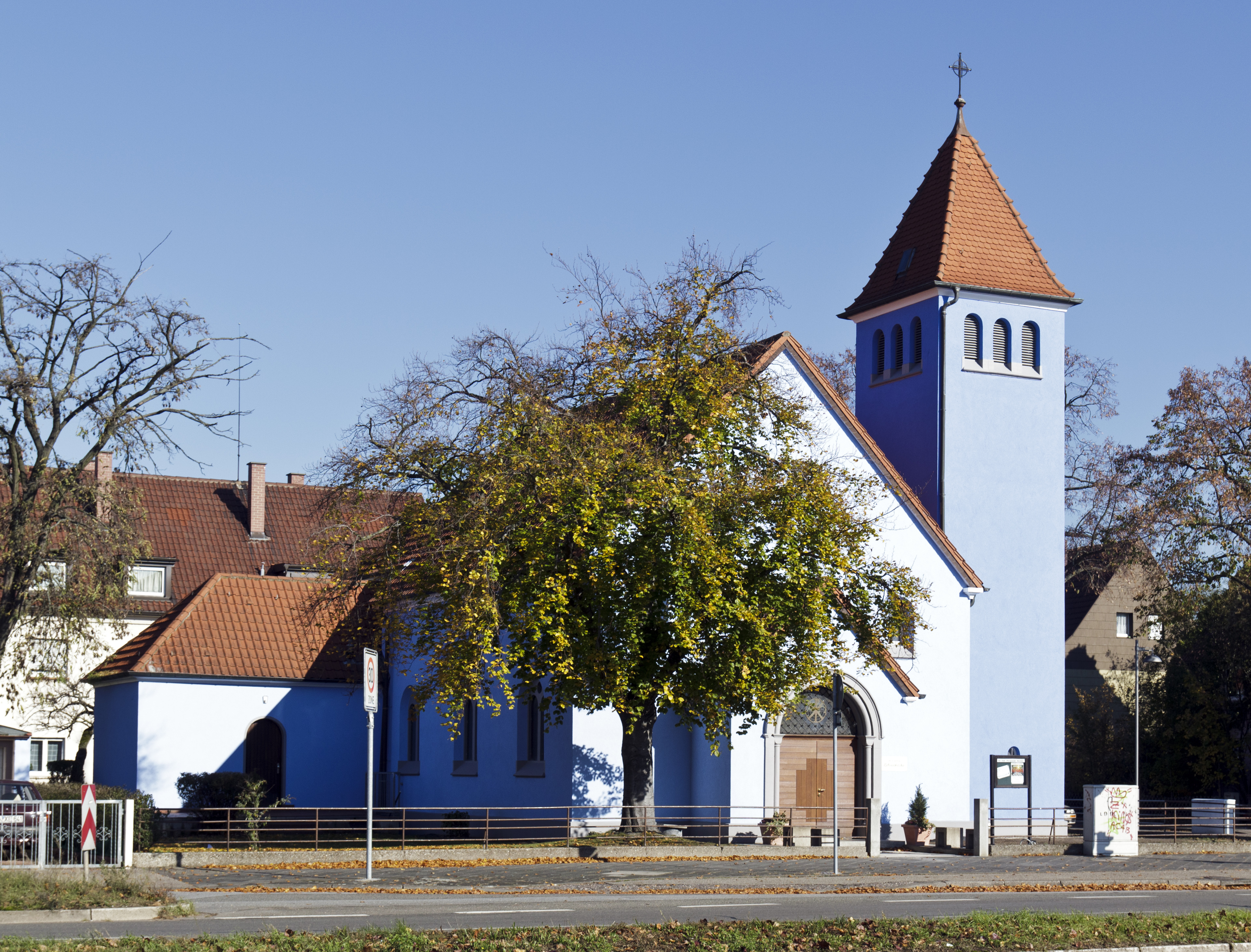
Erlöserkirche

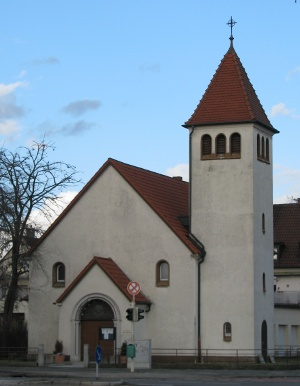
Die Kirche 2011

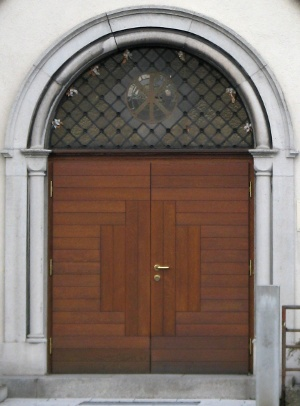
Portal

Die Erlöserkirche (ⓘ) ist eine alt-katholische Kirche im Mannheimer Stadtteil Gartenstadt. Sie wurde zwischen 1936 und 1937 nach den Plänen von Werner Zimmer erbaut.

## Geschichte
Im November 1871 wurde in Mannheim ein Alt-Katholikenverein gegründet, der sich im März 1874 zur Gemeinde konstituierte. Der badische Großherzog Friedrich I. überließ ihr die Schlosskirche für die Gottesdienste. 1935 beschloss der Kirchenvorstand, im Norden von Mannheim eine zweite Kirche für die nördlichen Stadtteile und das Umland zu bauen.
Im Juni 1936 wurde der Grundstein gelegt, auf dem noch der ursprünglich geplante Name „Auferstehungskirche“ steht. Als bekannt wurde, dass zur selben Zeit in der benachbarten Kuhbuckelsiedlung bereits die Auferstehungskirche der Evangelischen entstand, wählte man den Namen „Erlöserkirche“. Nach einem halben Jahr Bauzeit wurde die Kirche am 3. Januar 1937 von Bischof Erwin Kreuzer geweiht. 1962 wurde der Innenraum neu gestaltet, insbesondere wurde ein neuer zur Gemeinde gerichteter Altar beschafft. Eine weitere Umgestaltung folgte im Jahr 2002/03. 2012 erhielt die Kirche einen markanten blauen Anstrich.

## Beschreibung
Die Erlöserkirche steht im Süden der Gartenstadt an der Waldstraße, einer vierspurigen Landesstraße, am Übergang zum Stadtteil Waldhof. Das verkehrsgünstig gelegene Grundstück war von der Stadt verkauft worden. Die Kirche wurde im zeittypischen Stil schlicht gestaltet. Sie ist an der Eingangsseite mit einem roten Satteldach und an der Chorseite mit einem Walmdach bedeckt. Der Vorbau des rundbogigen Eingangsportals wiederholt das Äußere mit hellem Putz und einem kleinen Satteldach. Der an der Südostecke angegliederte Kirchturm besitzt einen quadratischen Grundriss und ein Pyramidendach.
Die Kirchenbänke und Podeste im Innenraum wurden bei der Umgestaltung 2003 entfernt und durch eine mobile Bestuhlung ersetzt. An der Chorwand befindet sich eine Darstellung des Abendmahls. Das Geläut bestand ursprünglich aus drei Glocken, die im Zweiten Weltkrieg abgeliefert werden mussten. Nach dem Krieg konnte eine Glocke aus Hamburg zurückgeholt werden. 2009 wurde eine zweite Glocke aus Bronze beschafft. Sie trägt die Inschrift „Ehre sei Gott in der Höhe“.